# Barbara Windsor
Dame Barbara Windsor, all'anagrafe Barbara Ann Deeks (Shoreditch, 6 agosto 1937 – Londra, 10 dicembre 2020), è stata un'attrice britannica, che esordì alla metà degli anni cinquanta. Fu impegnata in campo cinematografico, televisivo e teatrale, lavorando anche nel musical.

## Biografia
Tra i suoi ruoli più noti, figurano quelli nei film della serie Carry On (anni sessanta-settanta) e quello di Peggy Mitchell nella soap opera della BBC EastEnders (dal 1994).
Era soprannominata "The Queen of Carry On", "One-take Windsor", "Barb", "Little Bird" o "Babs".
Barbara Windsor è morta nel 2020 all'età di 83 anni, per le complicazioni della malattia di Alzheimer.

## Filmografia parziale

### Cinema
- The Belles of St. Trinian's, regia di Frank Launder (1954)
- Domani splenderà il sole (A Kid for Two Farthings), regia di Carol Reed (1955)
- 999 Scotland Yard (Lost), regia di Guy Green (1956)
- A 077, dalla Francia senza amore (On the Fiddle), regia di Cyril Frankel (1961)
- Carry on Spying, regia di Gerald Thomas (1964)
- Un priore per Scotland Yard (Crooks in Cloisters), regia di Jeremy Summers (1964)
- Sherlock Holmes: notti di terrore (A Study in Terror), regia di James Hill (1965)
- Carry on Doctor, regia di Gerald Thomas (1967)
- Carry on Camping, regia di Gerald Thomas (1969)
- Carry on Again Doctor, regia di Gerald Thomas (1969)
- Carry on Henry, regia di Gerald Thomas (1971)
- Il boy friend (The Boy Friend), regia di Ken Russell (1971)
- Carry on Matron, regia di Gerald Thomas (1972)
- Ragazze in camera (Carry on Abroad), regia di Gerald Thomas (1972)
- Carry on Girls, regia di Gerald Thomas (1973)
- Carry on Dick, regia di Gerald Thomas (1974)
- It Couldn't Happen Here, regia di Jack Bond (1987)

### Televisione
- Carry on Again Christmas, regia di Alan Tarrant (1970)
- Norbert Smith, a Life, regia di Geoff Posner (1989)

### Serie TV
- Carry on Laughing! (1975)
- Lo spaventapasseri (Worzel Gummidge) (1980)
- Bluebirds (1989)
- Doctor Who - serie TV, episodio 2x12 (2006)
- EastEnders (1994-2016)

### Doppiatrice
- Alice in Wonderland, regia di Tim Burton (2010) - Mallymkun
- Alice attraverso lo specchio (Alice Through the Looking Glass), regia di James Bobin (2016) - Mallymkun